# Singapore (staat)

Vlag van Singapore

Wapen van Singapore

Singapore (Maleis: Singapura), officieel de Staat Singapore (Maleis: Negeri Singapura), was van 1963 tot 1965 een van de 14 staten van Maleisië. Maleisië werd op 16 september 1963 gevormd door de fusie van de Federatie van Malaya met de voormalige Britse koloniën Noord-Borneo, Sarawak en Singapore. Dit markeerde het einde van de 144 jaar durende Britse overheersing in Singapore, die begon met de oprichting van het moderne Singapore door Thomas Stamford Raffles in 1819. Ten tijde van de fusie was het de kleinste staat van het land qua landoppervlak, maar qua oppervlakte de grootste bevolking.
De unie was onstabiel vanwege wantrouwen en ideologische meningsverschillen tussen de leiders van Singapore en de federale regering van Maleisië. Ze waren het vaak oneens over financiën, politiek en rassenbeleid. Singapore werd nog steeds geconfronteerd met aanzienlijke handelsbeperkingen ondanks beloften van een gemeenschappelijke markt in ruil voor een groot deel van zijn belastinginkomsten, en nam wraak door leningen aan Sabah en Sarawak in te houden. In de politieke arena betreden de in Maleisië gevestigde United Malays National Organization (UMNO) en de in Singapore gevestigde People's Action Party (PAP) elkaars politieke arena, ondanks eerdere afspraken om dit niet te doen. Deze resulteerden in 1964 in grote rassenrellen in Singapore, die (althans gedeeltelijk) werden toegeschreven aan de instigatie van UMNO en haar Maleistalige krant Utusan Melayu voor positieve actie voor Maleiers in Singapore.
Deze culmineerden in het besluit van de Maleisische premier Tunku Abdul Rahman om Singapore uit de Federatie te verdrijven, en op 9 augustus 1965 werd Singapore onafhankelijk.